# 李壽祺
李壽祺（?—?），廣西省北流縣人，清朝政治人物、進士出身。
光緒三十年，會試第164名；殿試登進士三甲第125名，后分發為知縣。